# Solenostemon
Los cóleos son plantas perennes oriundas de África y Asia tropical. En las clasificaciones actuales constituyen un género taxonómico, el género Solenostemon. En otro tiempo se clasificaba a los cóleos en el género Coleus, taxón hoy en día abandonado, aunque algunos autores lo consideran todavía como un sinónimo del género Plectranthus.

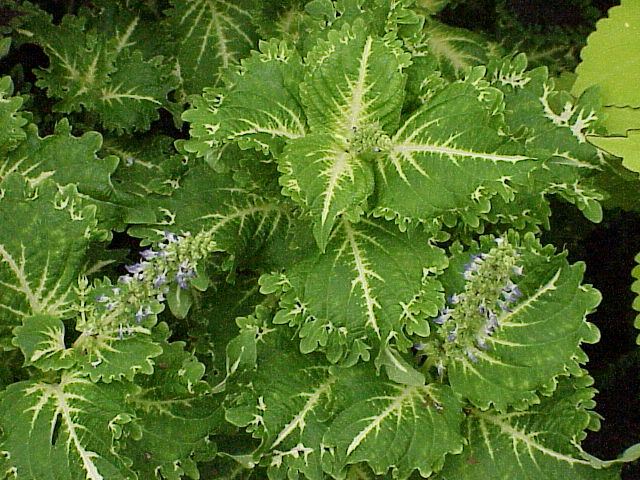
Cóleos verdes

## Usos y cultivo
Muchos de los cultivares de la especie del sudeste asiático Solenostemon scutellarioides han sido seleccionados por el colorido y los marcados contrastes de sus hojas variegadas, que pueden ser verdes, rosas, amarillas, marrones y rojas. Estas plantas vegetan bien en suelos húmedos y bien drenados, con una altura que varía entre 0,5 y 1 metro, aunque algunas pueden alcanzar los 2 metros. Se cultivan principalmente como ornamentales. Toleran el calor aunque prefieren una ubicación sombreada en zonas subtropicales. En regiones de climas más fríos son normalmente cultivadas como anuales, ya que no son resistentes.
Las pequeñas flores púrpuras surgen en el ápice de los tallos.
Aunque la mayoría de estas plantas se cultivan para uso en jardinería, son recomendables para hacer experimentos, gracias a su fácil cultivo y rápido crecimiento. Entre los muchos experimentos que se pueden hacer con esta planta, están: hacer injertos con la misma y estudiar sus coloridas células.
Entre las especies más populares utilizadas en jardinería se encuentra el Solenostemon blumei.

## Características

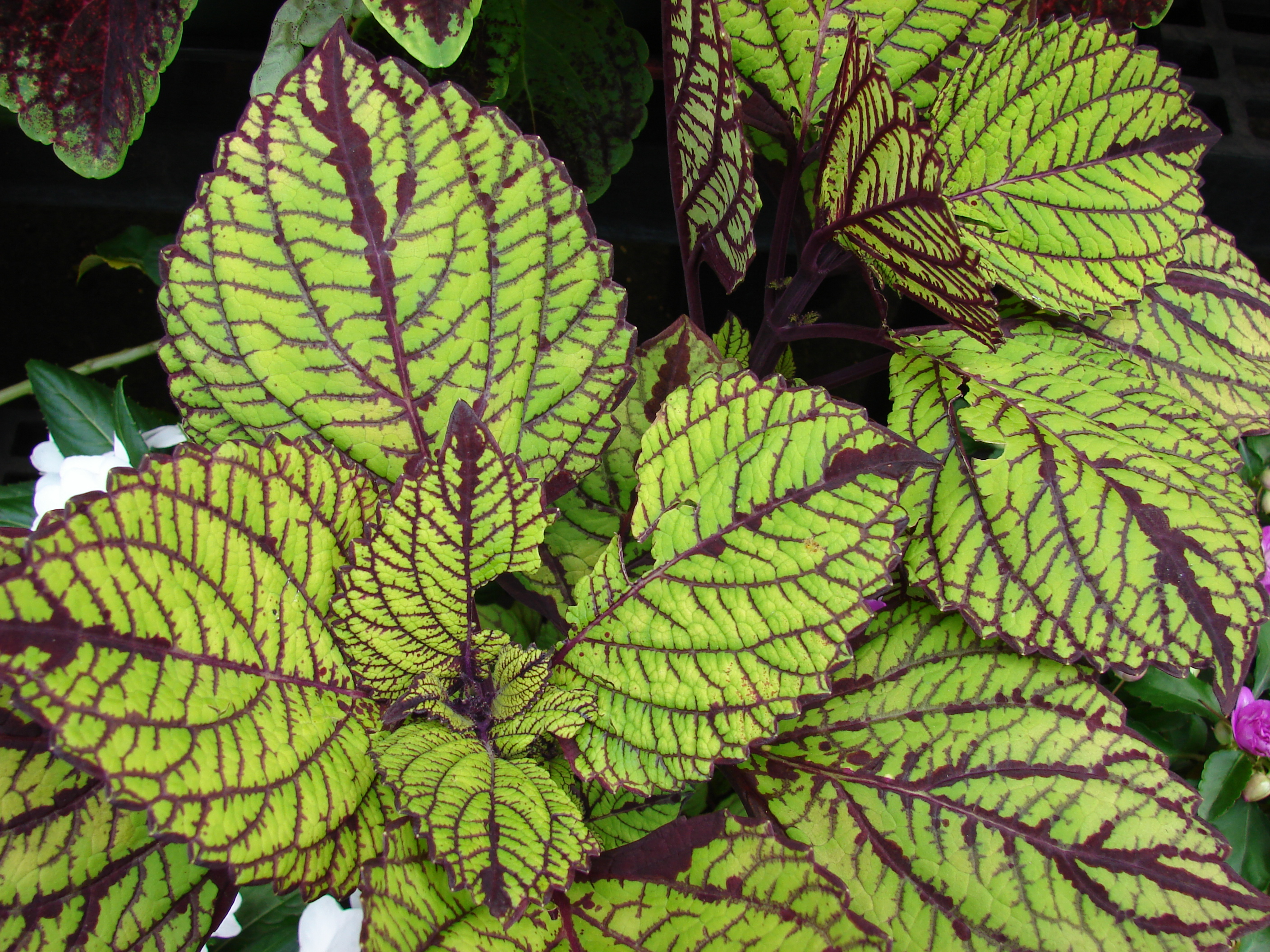
Solenostemon scutellarioides

- Luz: Necesita mucha luz. Su coloración rojiza característica se debe a un pigmento que necesita mayor cantidad que la clorofila para expresarse, por lo que si no recibe un par de horas de luz intensa al día, mostrará más bien un color predominantemente verde. Pero un exceso de sol de tarde directo sobre la planta puede deshidratarla.

- Temperatura: En general, no inferior a 13 °C.

- Agua: Es delicada con los riegos. Necesitan más agua en verano y en época de crecimiento, y menos en invierno. Un signo evidente de que necesita agua, además de observar la sequedad de la tierra, es que las hojas se ponen lacias.

- Tierra: No es muy exigente. Suele recomendarse sustrato ácido. Turba con arena y abono completo. Este factor generalmente no afecta la salud de la planta, pero tiene importante influencia en su desarrollo general; por ejemplo: vigor, tamaño o colores de las hojas, altura, grosor del tallo, etc.

- Humedad: Es recomendable que estén en sitio aireado, aunque no con corrientes de aire. En ambientes muy secos pueden sufrir el ataque de la araña roja (un ácaro). Si la calefacción está muy fuerte y reseca mucho el ambiente, se puede pulverizar con agua sobre la planta; cuidado con los hongos que se instalan en los pulverizadores.

- Abono: Necesita aporte de abono completo, especialmente abundante en época de crecimiento y floración (primavera/verano). Una planta con un penacho de hojas en la punta y desnuda de hojas en la parte media y baja del tronco probablemente necesita con urgencia abono.

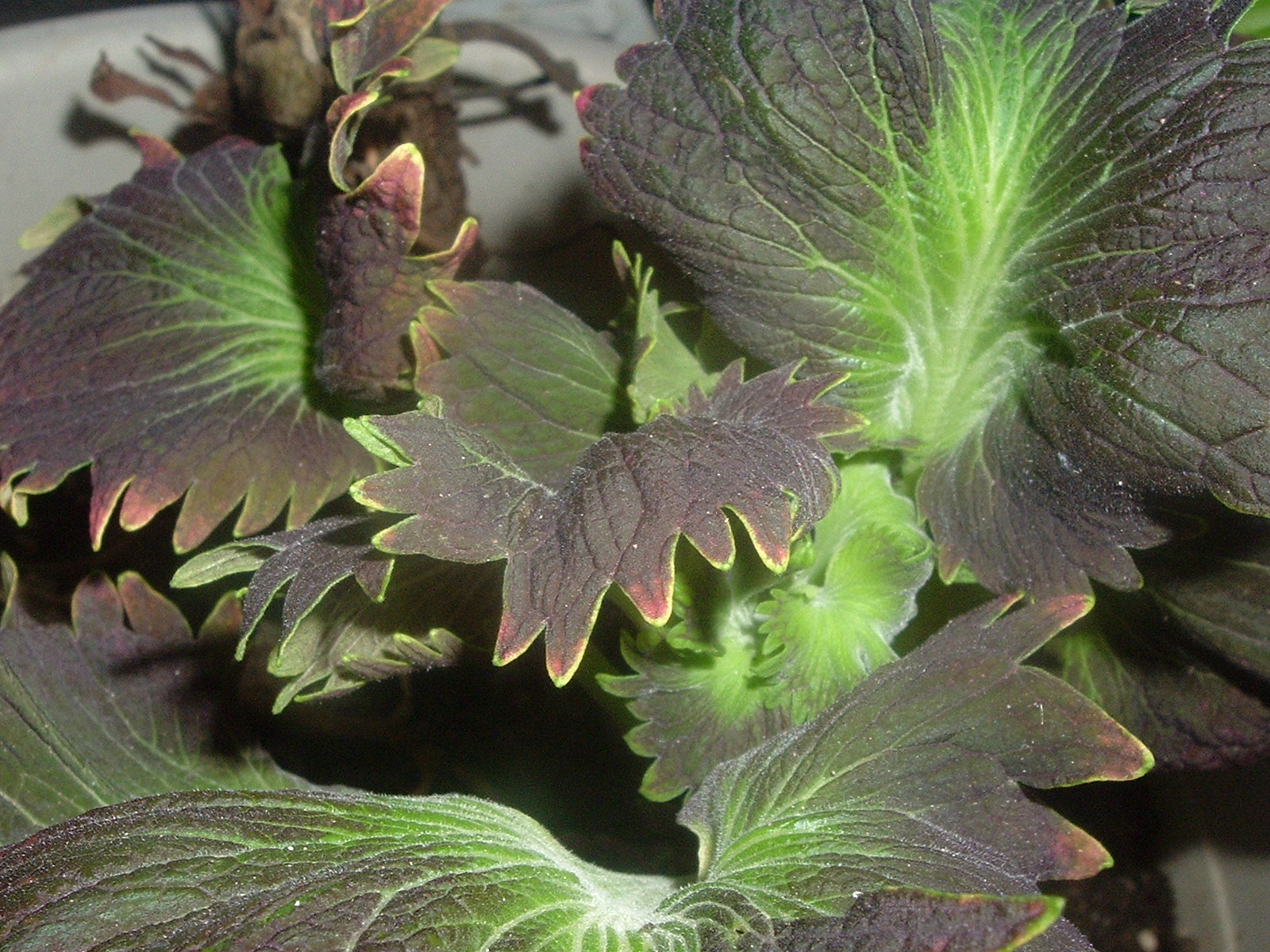
Hojas

- Poda: Da flores pequeñas azuladas en un espigón, que no suele tener gran atractivo, por lo que en general se recomienda quitarlas desde la base. Cuando la planta sobrepasa cierta altura (medio metro) es fácil que su peso haga vencer al tallo, especialmente si la hemos tenido en ambiente caluroso y con abundantes riegos. Para evitarlo, podemos desmocharla, para que ramifique y se engrose. Podemos quitar las hojas con mal aspecto o enfermas, para que salgan hojas nuevas. Las ramas que sobresalgan en exceso, las podemos podar para conseguir esquejes.

- Multiplicación: Es fácil por medio de esquejes. Se meten en agua y en unos 10 días tendrán raíces. Cuando sean suficientemente abundantes, las podemos plantar. Podemos añadirlas al mismo tiesto para conseguir una planta frondosa.

- Plagas y enfermedades: La araña roja, como se ha mencionado. Las moscas blancas también pueden proliferar, aunque se las suele eliminar con cualquier insecticida del tipo "hogar y plantas".

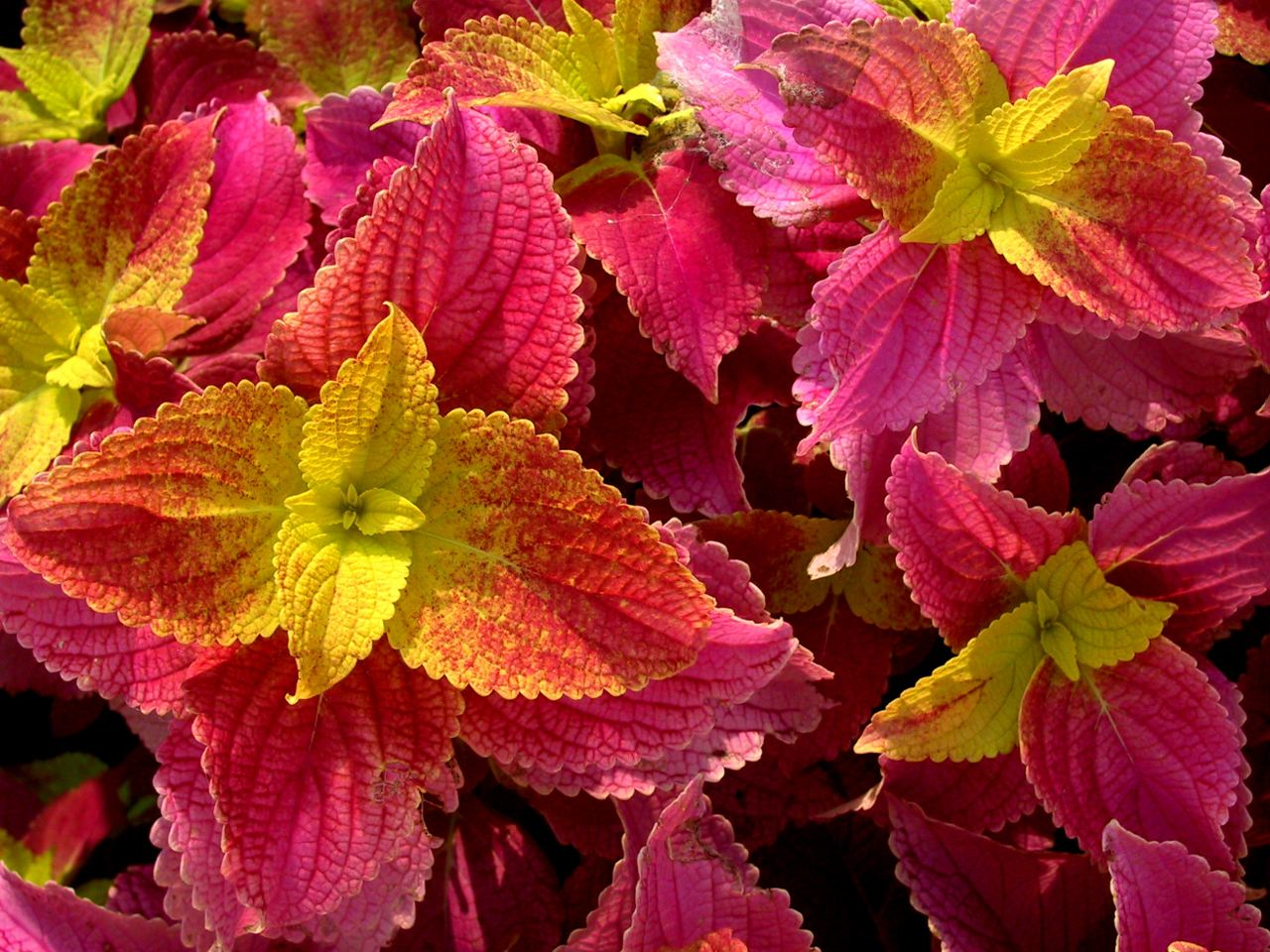
Cóleos con tonos rojizos
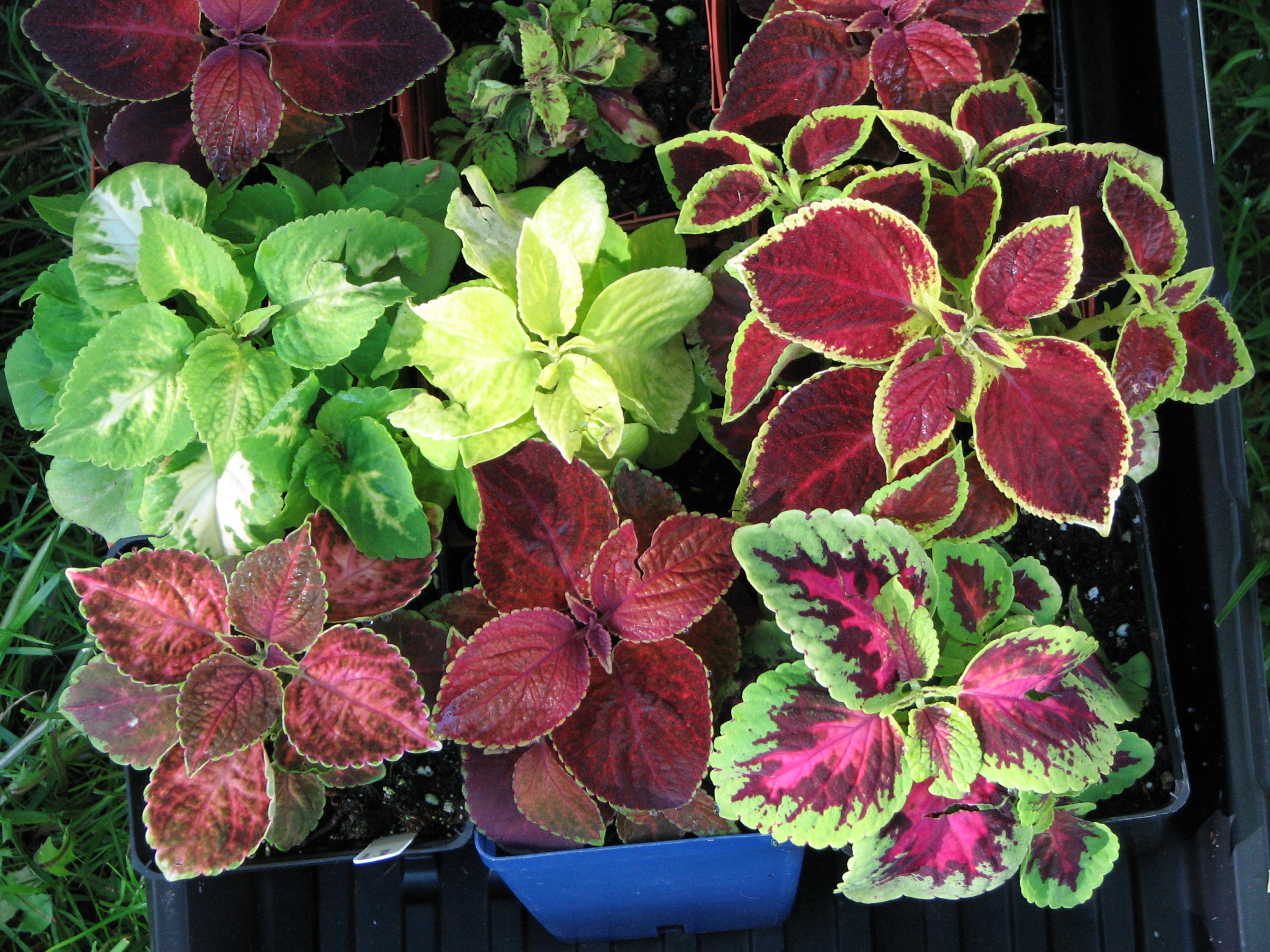
Cóleos de muchos colores
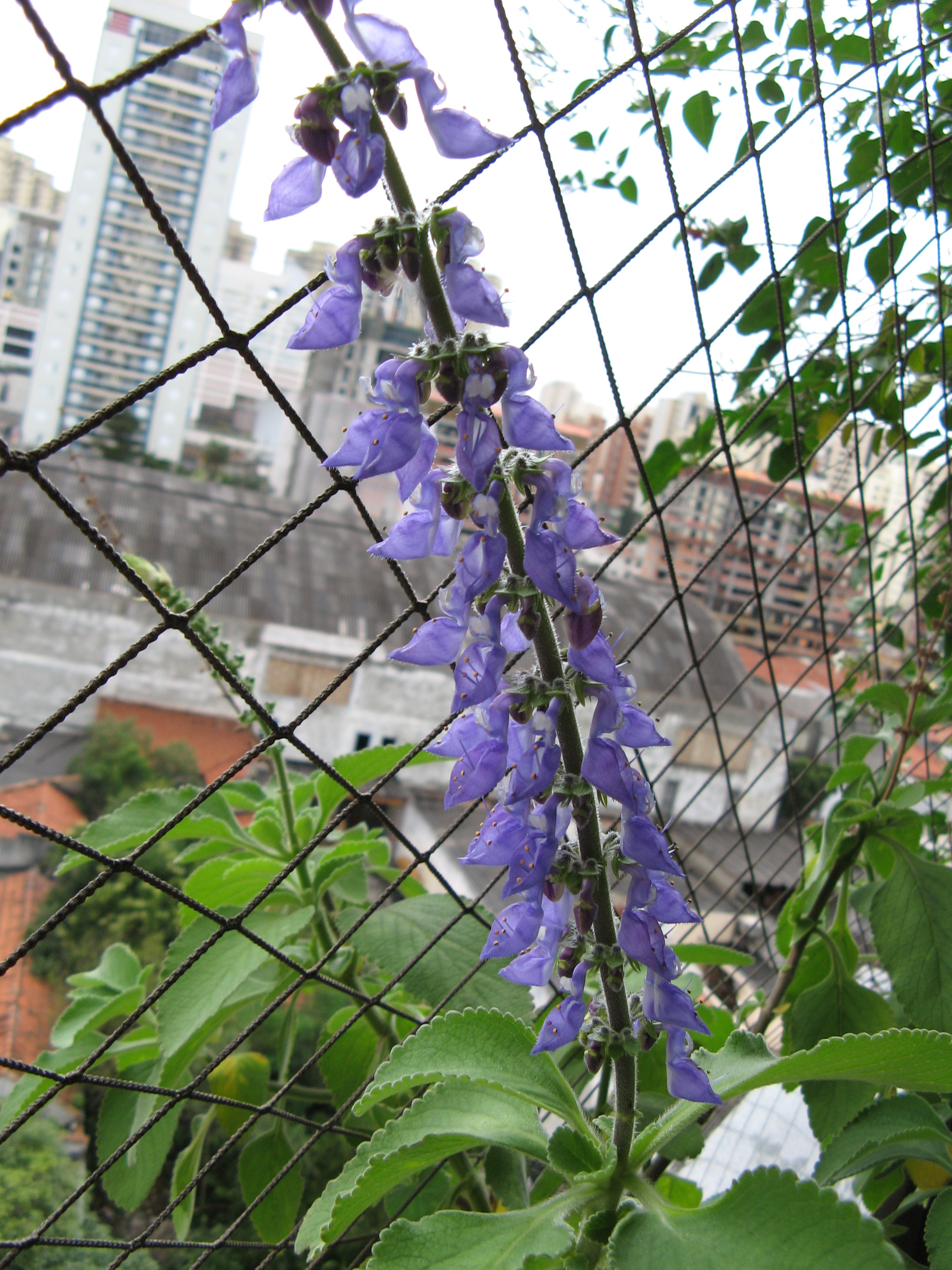
Flores
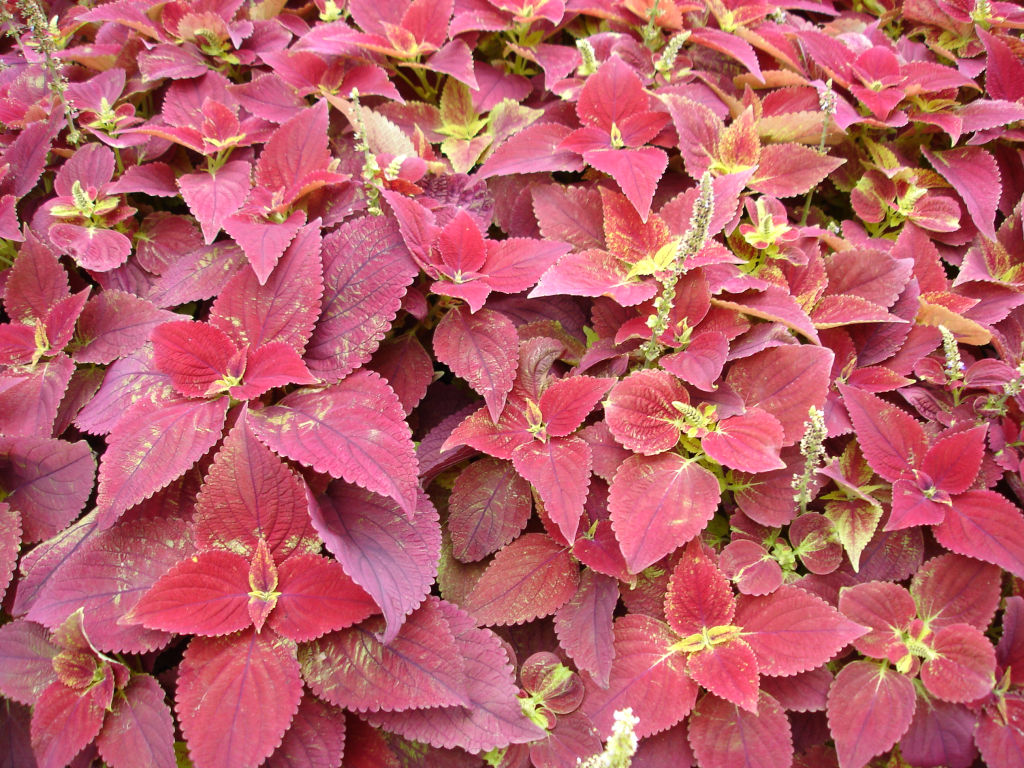
Coleus blumei
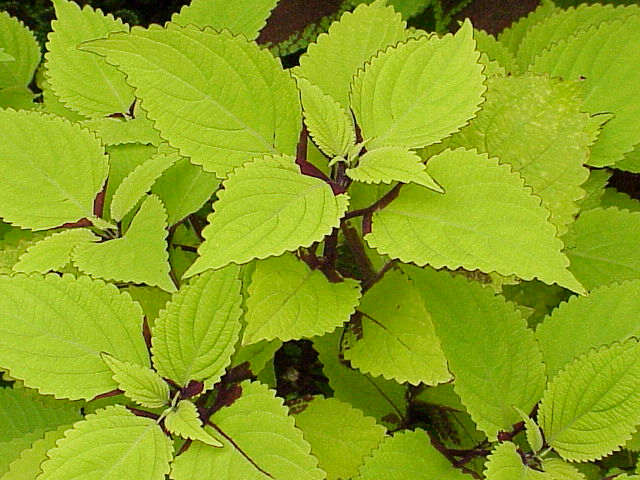
Cóleos verdes, nótese el envés de la hoja, y el tallo de color marrón oscuro
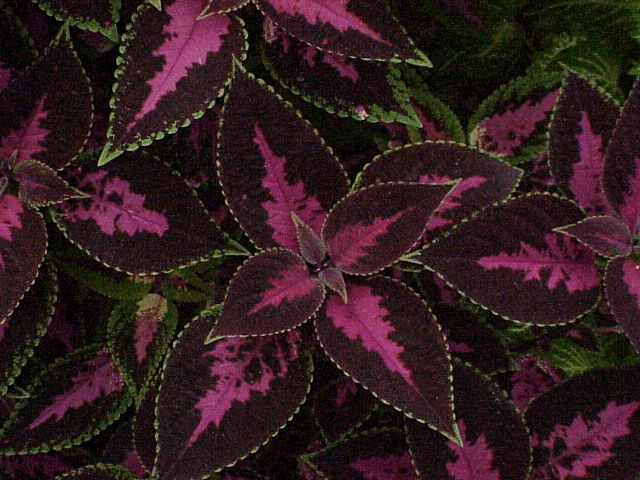
Cóleos en una tienda de jardinería
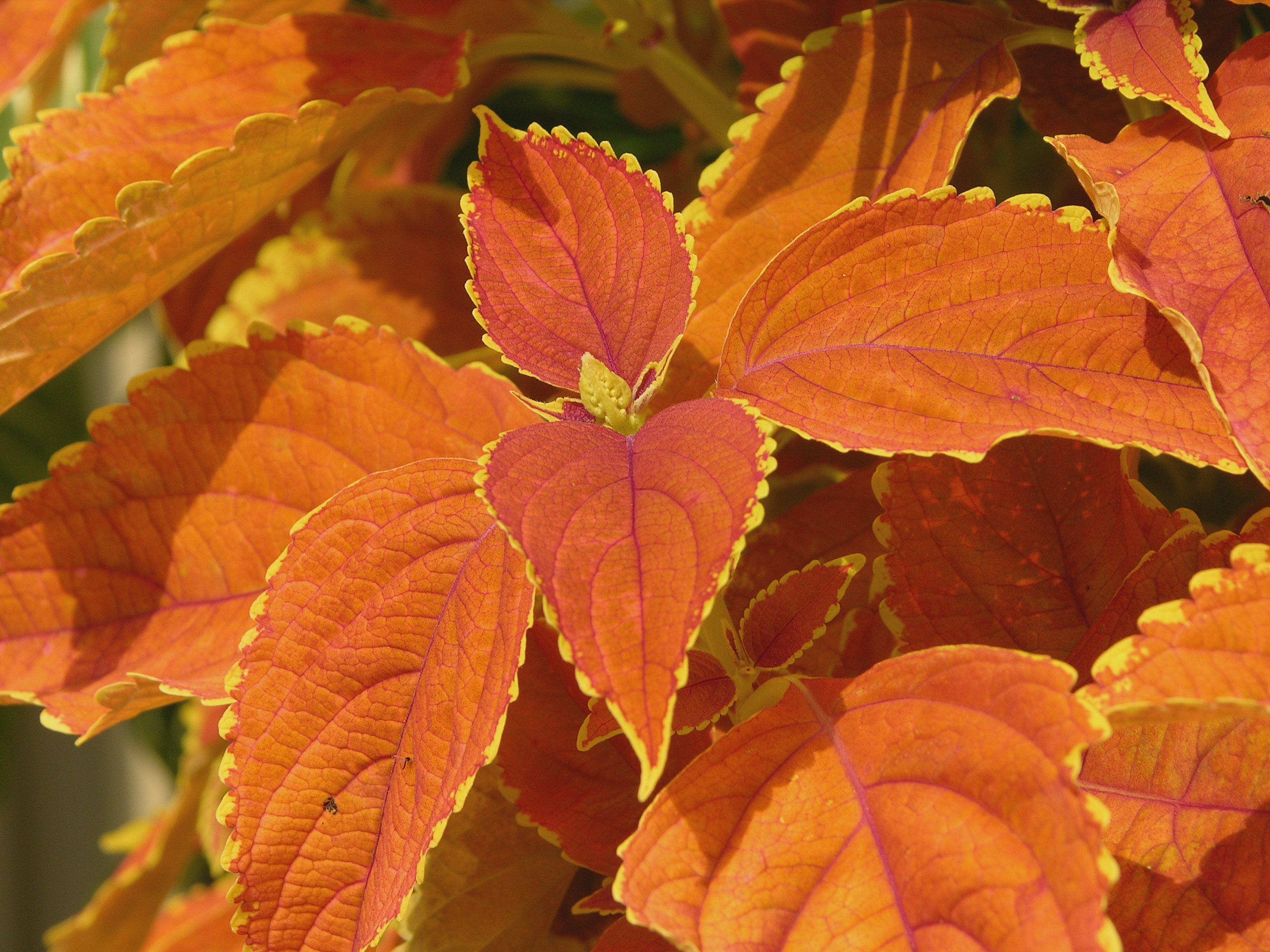
Cóleo con hojas anaranjadas
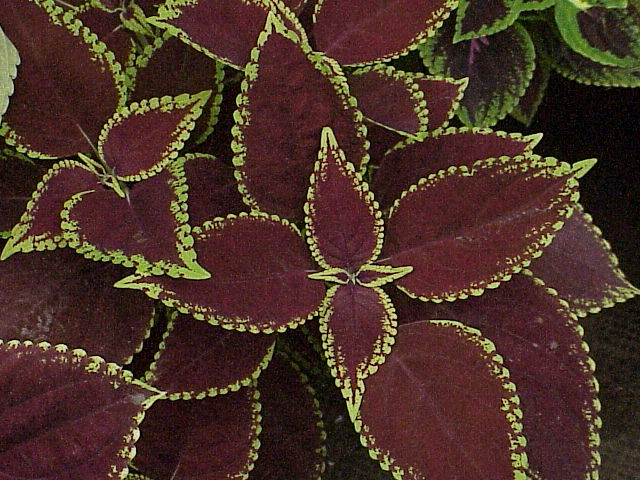
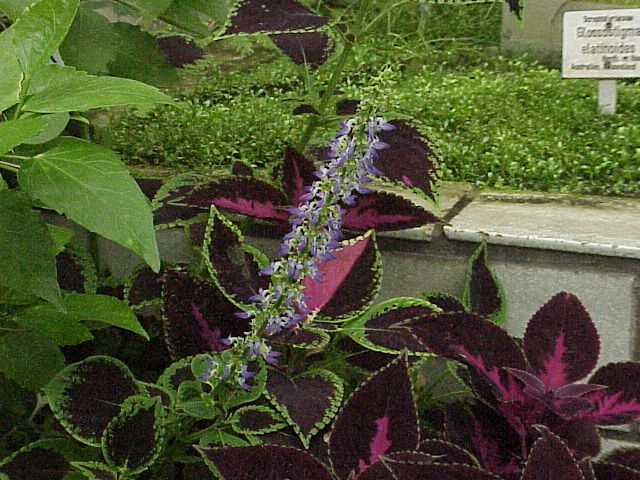
Varios cóleos y su inflorescencia azul
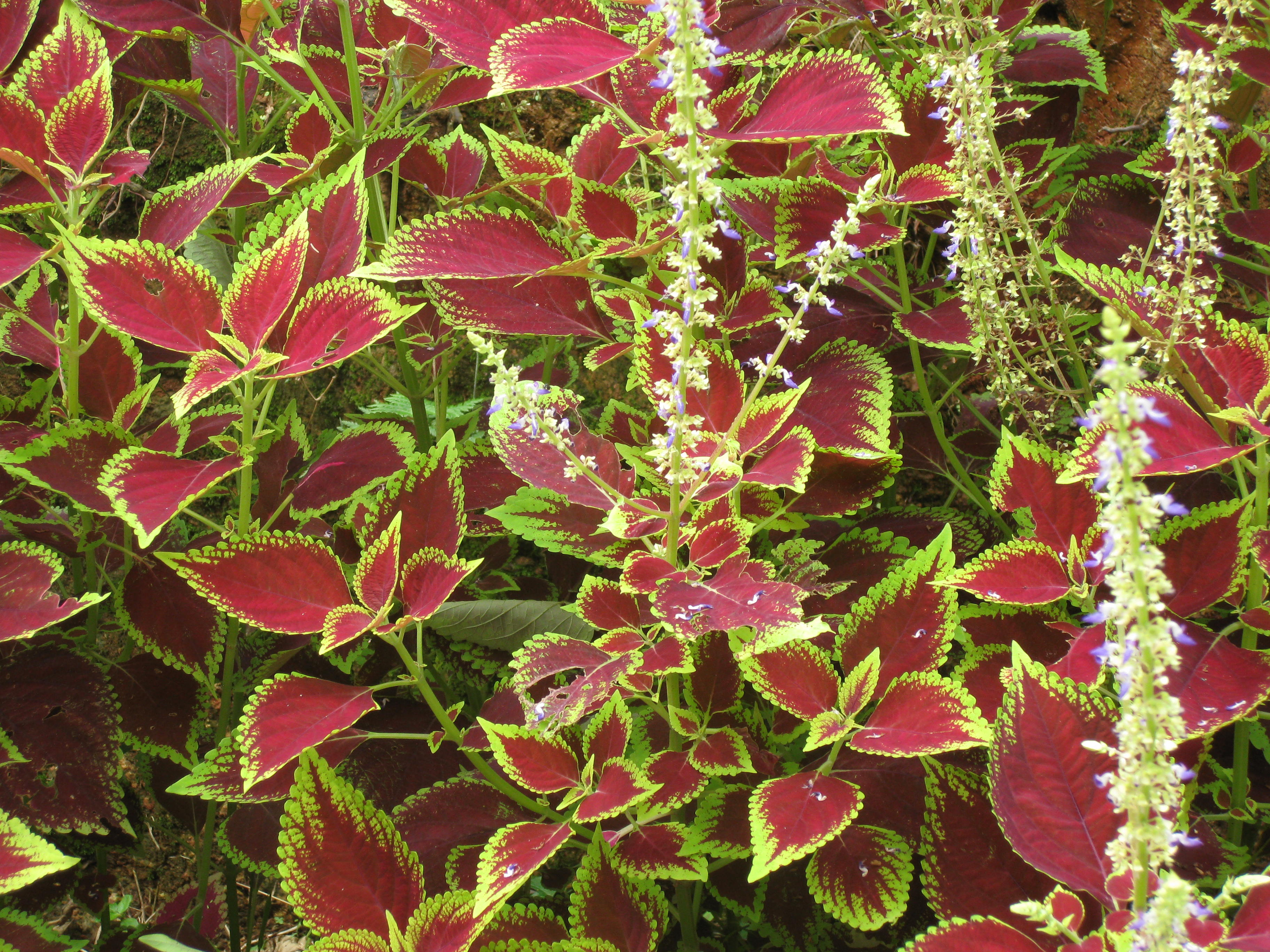
Un jardín de cóleos
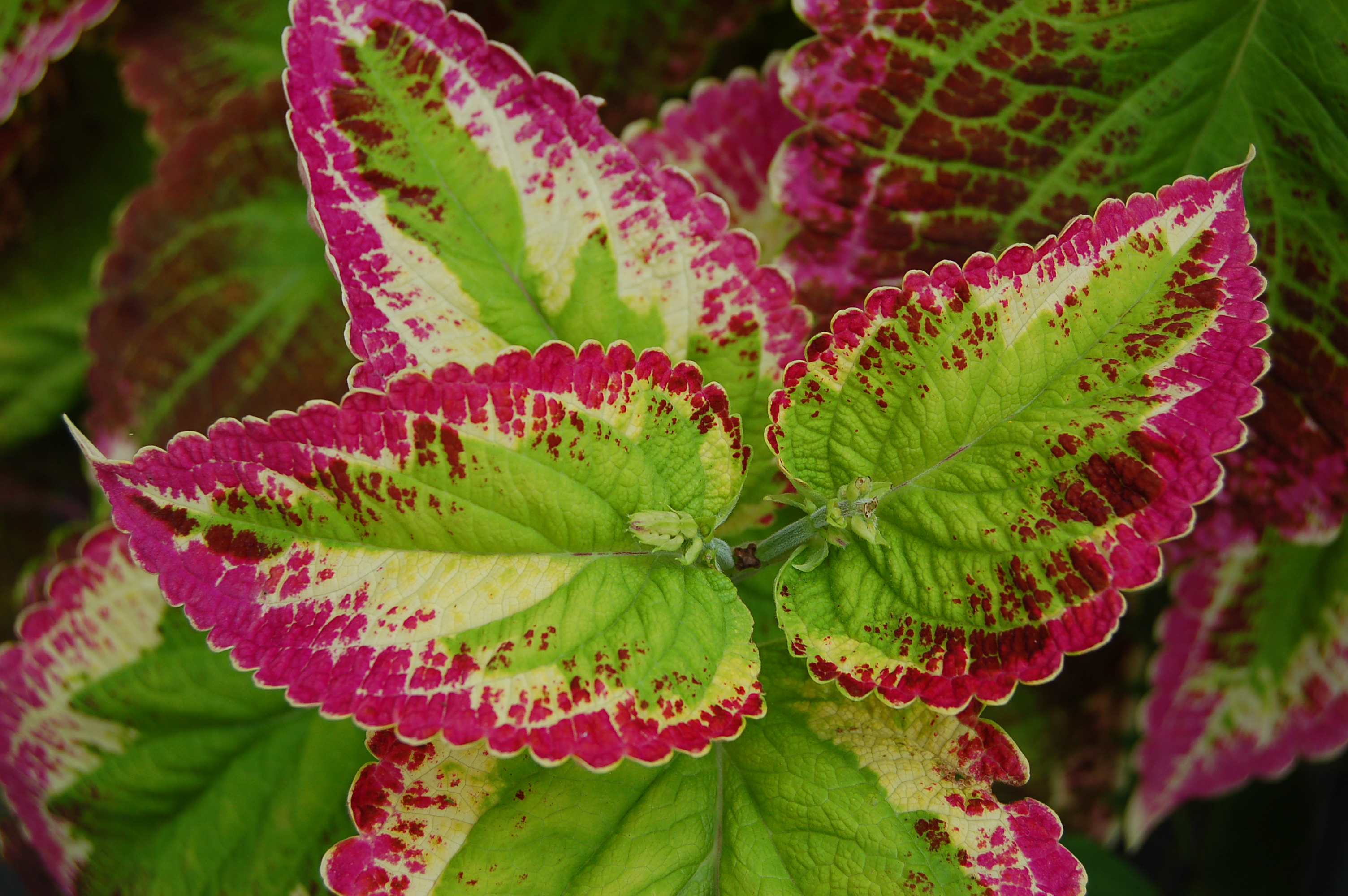
Cóleos, puede apreciarse la gran variedad de colores
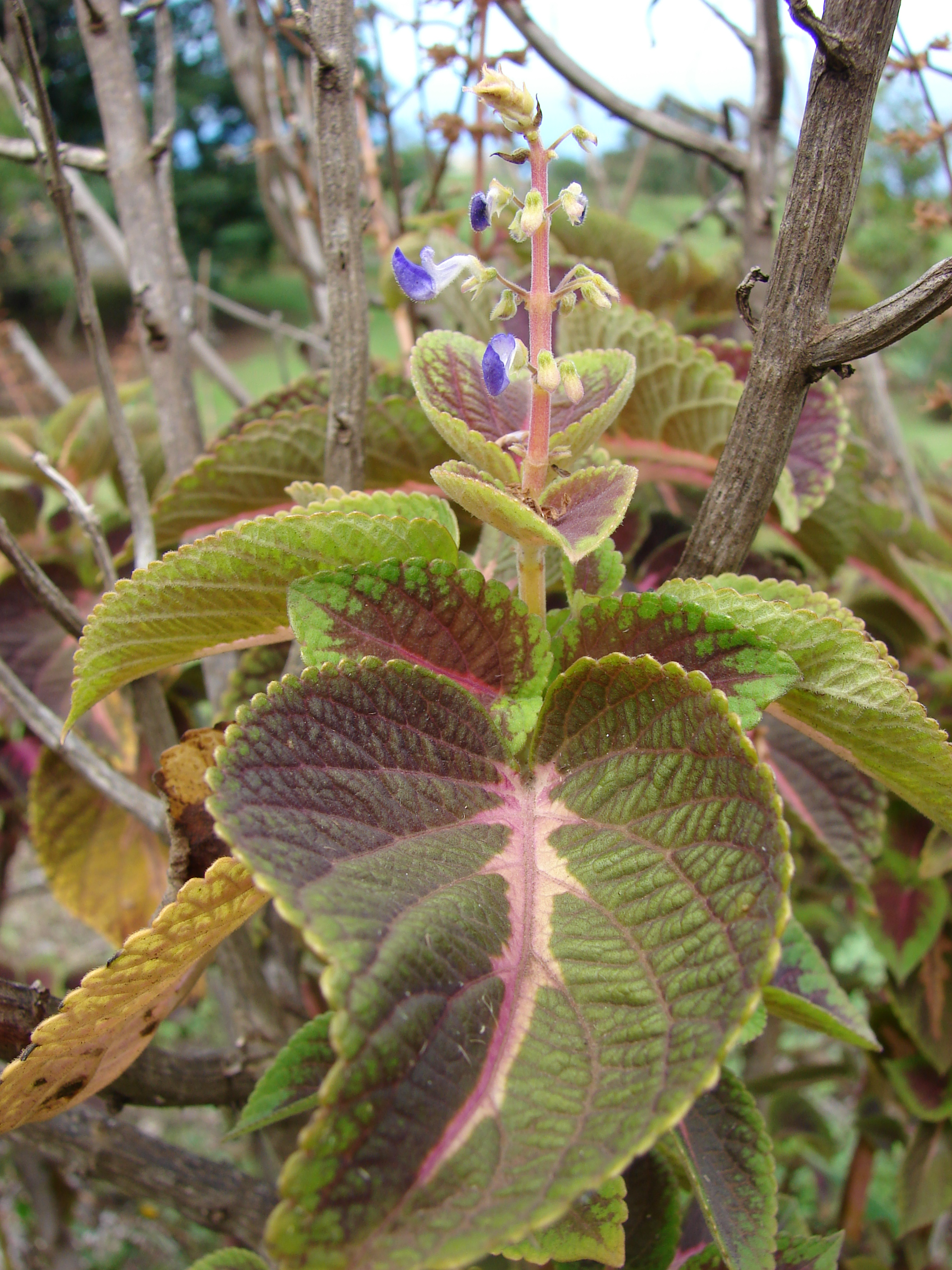
En su hábitat
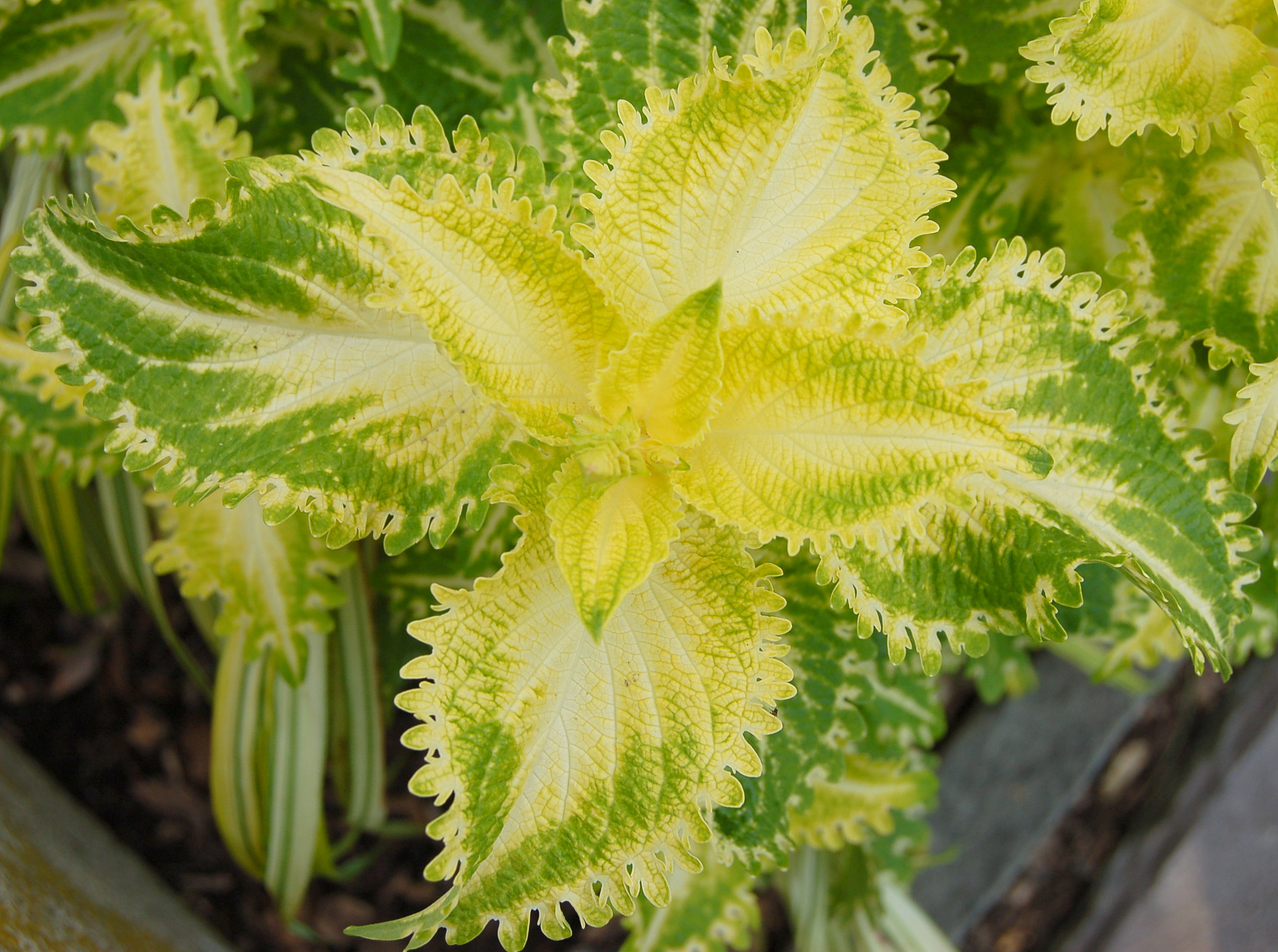
Solenostemon x hybridum